# Zavada, Mostîska
Zavada (în ucraineană Завада) este un sat în comuna Hostînțeve din raionul Mostîska, regiunea Liov, Ucraina.

## Demografie
Componența lingvistică a localității Zavada
     Ucraineană (93,21%)
     Alte limbi (0,55%)
Conform recensământului din 2001, majoritatea populației localității Zavada era vorbitoare de ucraineană (93,21%), existând în minoritate și vorbitori de polonă (6,24%).